# NGC 111
NGC 111은 고래자리 방향에 있는 천체이다. 무엇인지는 현재 불명이다.